# آثار استضافة كأس العالم 2010
بطولة كأس العالم لكرة القدم 2010 هي النسخة التاسعة عشر والمسابقة الرئيسية في لعبة كرة القدم وقد أقيمت في جنوب أفريقيا من 11 يونيو إلى 11 يوليو. تعتبر المرة الأولى التي تستضيف فيها دولة أفريقية البطولة عندما نجحت في التصويت سنة 2004. استطاع هذا الحدث أن يؤثر في الأحداث الرياضية وغير الرياضية وفي الوقت الحالي والبعيد.

## التأثيرات الاجتماعية

### الأمن
نفى رئيس اللجنة المنظمة داني جوردان أن يتكرر هجوم على بعثة منتخب مثلما حدث في يناير عندما هاجم متمردون حافلة بعثة منتخب توغو أثناء مشاركته في بطولة كأس الأمم الأفريقية لكرة القدم 2010 في أنغولا.
قال اللواء قاسم الموسوي من أجهزة الأمن العراقية إلقاء القبض على الملازم السابق في الجيش السعودي عبد الله عزام صالح القحطاني كان يخطط لعمل إرهابي في جنوب أفريقيا خلال إقامة بطولة كأس العالم.
تحدثت تقارير صحفية عن سرقات لسياح من الصين، البرتغال، إسبانيا، اليابان، كولومبيا، وكوريا الجنوبية. تعرض 3 لاعبين من المنتخب اليوناني لسرقة 1300 يورو في غرفهم.
في 18 يونيو وبعد نهاية مباراة إنجلترا والجزائر استطاع مشجع تجاوز الحاجز الأمني الذي شكله الاتحاد الدولي لكرة القدم والدخول إلى المنطقة الخضراء والدخول إلى غرفة تبديل ملابس المنتخب الإنجليزي حيث كان يهدف إلى لقاء الأمير ويليام والأمير هنري ولكنهما كانا قد غادرا للتو وبعدها طالب الاتحاد الإنجليزي من الاتحاد الدولي تعزيز الأمن حول بعثته.

### الإخلاء

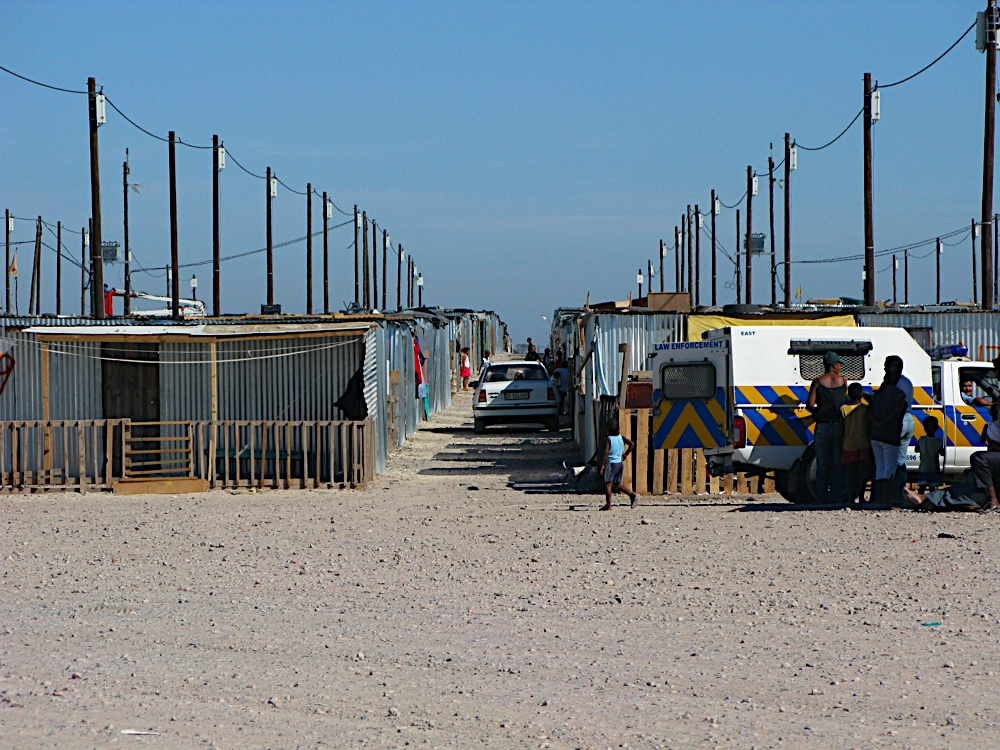
الشرطة تشرف على طرد الفقراء

تقرر أن يدعم الاتحاد الدولي لكرة القدم حملة لإخلاء المدن التي ستستضيف بطولة كأس العالم من أجل تجميلها للزوار وإخفاء العيوب.

### الجريمة
معدل ارتكاب الجرائم في جنوب أفريقيا مرتفع بسبب تدني الظروف المعيشية. انتقدت منظمات غير حكومية ومنظمات حقوق الإنسان الدولية الحملة المضادة لطرد السكان الأصليين الفقراء لكي يفسحوا مجال لزوار وسياح البلد لحضور بطولة كأس العالم.

### فيروس نقص المناعة البشرية (الإيدز)
أبدت حكومة جنوب أفريقيا قلقها من ازدهار تجارة الجنس غير المشروعة وتم تحذير مشجعي كرة القدم  خصوصا أن جنوب أفريقيا تتمتع بأسوأ سجل في اكتساب مرض الإيدز  حيث أن نصف القوى العاملة في البلد مصابة بهذا المرض  وقررت حكومة بريطانيا التبرع بمبلغ مليون جنيه إسترليني لشراء 42 مليون واقي ذكري. القائمون على حملة محاربة مرض الإيدز اتهموا الاتحاد الدولي لكرة القدم بمنع بيع الواقي الذكري في ملاعب كرة القدم.

## الآثار الاقتصادية

### المناسبات التي لا تمت بصلة إلى كرة القدم
في نوفمبر 2009 في نقل مباراة ودية في لعبة الرجبي بين نادي سبرينغبوكس ومنتخب فرنسا في 12 يونيو 2010 إلى أوروبا لأن قوانين الاتحاد الدولي لكرة القدم تمنع إقامة مناسبات رياضية في المدن التي تستضيف بطولة كأس العالم. ولكن بعض مفاوضات بين الاتحاد الدولي لكرة القدم والاتحاد الجنوب الأفريقي للرجبي تقرر الإبقاء على المباراة حسب الجدول لأنه لا توجد مباراة ستقام في مدينة كيب تاون في نفس اليوم.

### العلامة التجارية
طلب الاتحاد الدولي لكرة القدم من شركة الطيران كولولا أن تسحب إعلان ادعت أنه ينتهك علامتها التجارية حيث كان عنوان الإعلان (الناقل غير الرسمي للذي تعرفه) ويعرض كرات كرة قدم، فوفوزيلا، وعلم جنوب أفريقيا.

### حقوق البث والرسوم
في سنغافورة وصفت حقوق بث بطولة كأس العالم بأنها باهظة الثمن. في نهاية سنة 2009 قررت شركتا سينغتيل وستارهاب الانضمام معهما والتقدم بطلب الحصول على بث مباريات البطولة فرد عليه الاتحاد الدولي بدفع 30 مليون دولار ولكن الشركتان السنغافوريتان رفضتا دفع هذا المبلغ  ولكن قبل بداية البطولة بوقت قصير اضطرتا لدفع مبلغ 15 مليون دولار لكي لا تكون سنغافورة من الدول القليلة التي لا تبث مباريات بطولة كأس العالم.

## تأثيرات المباريات

### فوفوزيلا

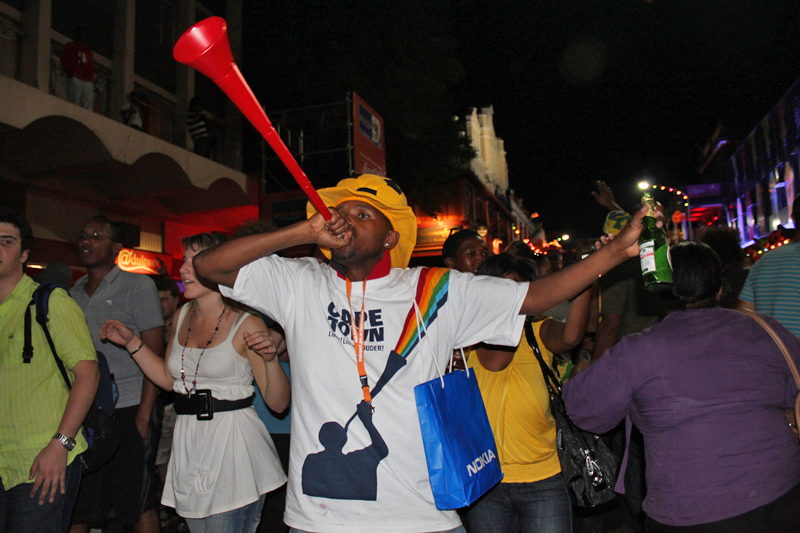
عزف لبوق الفوفوزيلا

انتقد العديد من الأشخاص الإزعاج الذي يسببه فوفوزيلا ومنهم باتريس إيفرا الذي عزا خروج منتخب بلاده من الدور الأول إلى الصوت المزعج الذي يخرج من البوق  كما انتقل ليونيل ميسي صوت فوفوزيلا بأنه يمنع التواصل بين اللاعبين  بينما اعترضت القنوات الناقلة صوت الفوفوزيلا لأنه كان يغطي على صوت المعلقين. كريستيانو رونالدو قال بأن صوت الفوفوزيلا يضعف تركيز اللاعبين.

### التذاكر والحضور
في بعض مباريات الدور الأول عانت من عدم حضور الجماهير حيث أن في إحدى المباريات كان عدد الحضور 11 ألف متفرج فقط. واعترف الاتحاد الدولي لكرة القدم أن نظام شراء مجموعة تذاكر المتبع في هذه البطولة قد فشل ويعتبر ثاني أسوأ حضور في الدور الأول بعد بطولة 1994.